# Centre culturel de l'Université de Sherbrooke

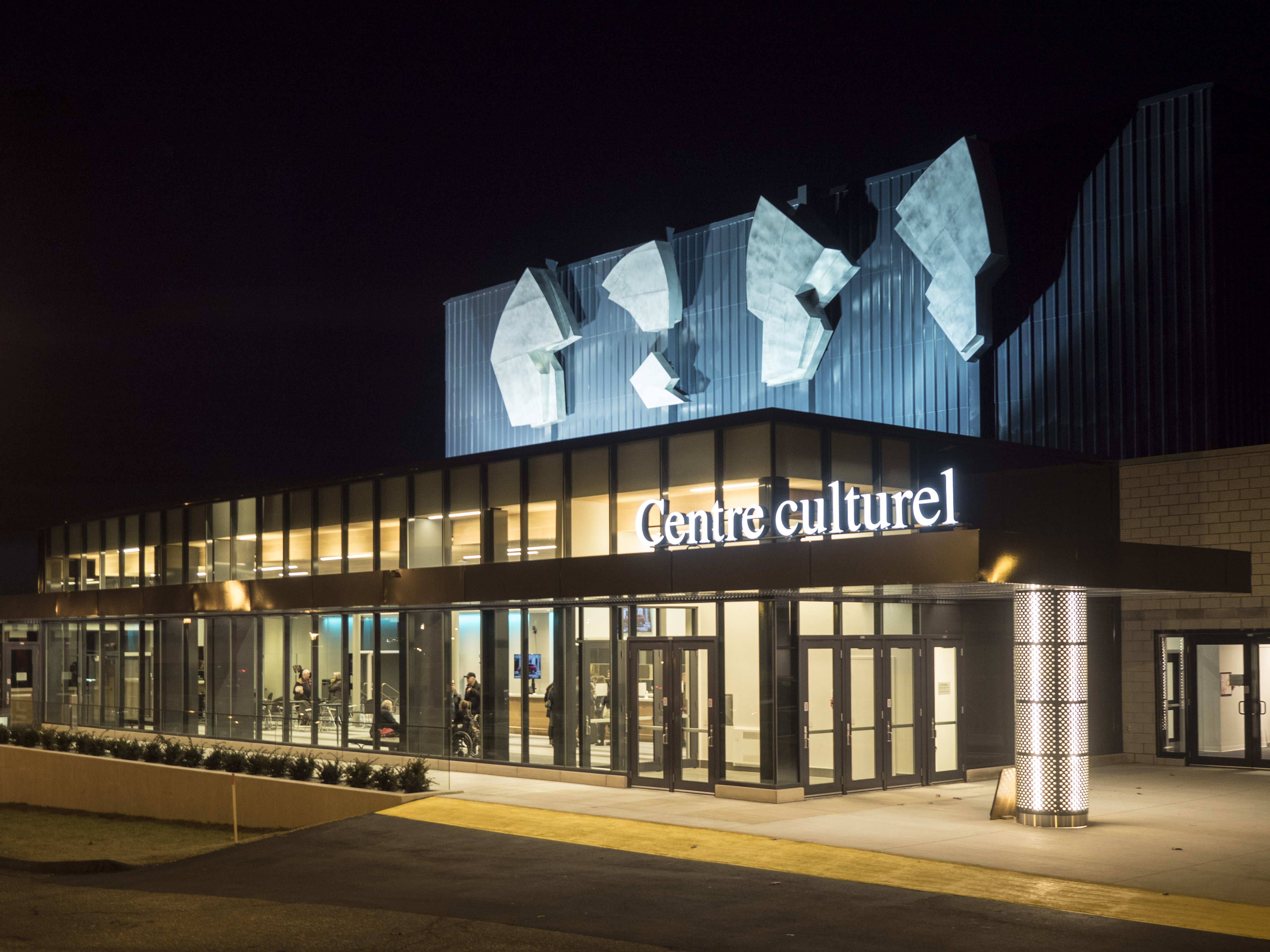
Façade extérieur du Centre culturel de l'Université de Sherbrooke

Le Centre culturel de l'Université de Sherbrooke est situé directement sur le campus de l'Université de Sherbrooke.
Il regroupe la salle Maurice-O'Bready (quatrième salle en importance au Québec) et la Petite salle, deux salles qui accueillent des spectacles pendant toute l'année, ainsi que la galerie d'art Antoine-Sirois. Le centre, situé en région des Cantons-de-l'Est, possède également quatre foyers et un salon pouvant servir à des conférences et évènements divers. Ses installations servent donc à promouvoir la culture auprès de la communauté universitaire, mais également à l'échelle de la région et même de la province. Les installations du Centre culturel permettent une diffusion de la culture sous plusieurs formes : la musique, le théâtre, la danse, le cirque, l'humour, les spectacles jeunesse et l'art visuel. Par ailleurs, le Centre culturel accueille plusieurs productions et activités de groupes, mises en place par des écoles et des organismes de la région.
Le Centre permet également un accès gratuit à Internet sans fil, une assistance d’écoute via bande FM, des comptoirs de rafraîchissements, des espaces foyers conviviaux et des installations accessibles aux personnes à mobilité réduite. 
Étant situé à un point central du campus de l'Université de Sherbrooke, le Centre Culturel offre une alternative aux étudiants. La Carte blanche est une offre exclusive à la communauté étudiante possédant une carte étudiante valide durant la session d'études en cours. Au coût de 52 $, l'étudiant a droit à deux spectacles au Centre culturel, des rabais, des activités, des produits et autres privilèges liés à différents partenaires. Différents points de vente hors ligne sont disponible comme la billetterie du centre et la COOP de l'université.   

## Historique
C'est en 1964 que le Centre culturel accueille un public pour la première fois. À l'époque, la salle Maurice-O'Bready s'appelait plutôt la Grande Salle de spectacle de l'Université de Sherbrooke (son nom changera en 1973). L'intention derrière la construction de cette salle venait du désir du secrétaire général du moment, Antoine Sirois, d'avoir un lieu pour célébrer les collations des grades ainsi que pour la diffusion de la culture à l'échelle locale. Dès les toutes premières années, des grands noms de la chanson, entre autres, se produisent à la Grande Salle de l'Université de Sherbrooke, dont Charles Aznavour et Ginette Reno.  
Deux grandes phases de rénovations ont eu lieu pour améliorer la salle Maurice-O'Bready. La première, en 1985, se voulait une mise à jour pour équiper la salle des dernières technologies de la scène. La deuxième, en 1996-1997, a été plus majeure : 5,6 millions de dollars ont été investis pour améliorer l'acoustique de la salle, augmenter le nombre de places assises, réaménager les loges et régler le problème d'une ventilation nuisible lors de la présentation de spectacles,.
De son côté, la Petite salle a servi d'entrepôt pour les quatre premières années de son existence. Dès 1968, cependant, une troupe de théâtre sherbrookoise nommée Le Théâtre de l'Atelier devient locataire de la salle et en sera le principal occupant pour les années suivantes. De plus en plus, toutefois, des étudiants en théâtre démontrent un intérêt pour présenter leurs propres pièces à cet endroit. Ainsi, la salle se fera appelé La Salle d'Option-Théâtre des années 1970 jusqu'en 1993, qui marquera la fin de ce programme. La Petite salle reprendra ensuite le nom qu'on lui connaît aujourd'hui et sa programmation variera de plus en plus, mais restera toujours axée vers des événements qui intéresseront particulièrement la communauté étudiante ou qui ne serait pas rentable dans la plus grande salle du Centre culturel. La Petite salle propose des spectacles intimistes avec 110 sièges en formule cabaret.
Finalement, pour ce qui est de la galerie d'art Antoine-Sirois, elle a également été mise sur pied en 1964. Dès ses débuts, elle est reconnue comme avant-gardiste et est rapidement associée à l'art contemporain. Ses locaux seront inchangés jusqu'en 2003, où des changements majeurs sont apportés. La galerie change alors complètement de local et se retrouve dans des conditions au goût du jour, entre autres concernant le contrôle de la température et de l'humidité.
En septembre 2024, le Centre Culturel de l'Université de Sherbrooke célèbrait son 60e anniversaire. Animé par Marie-Soleil Michon, un spectacle a été organisé en l'honneur de cette célébration. Le spectacle d'une durée de 90 minutes faisait allusion à la programmation de la session suivante. L'intention principale de Joanne Lamoureux, alors directrice générale du centre lors du 60e, était de représenter les valeurs du centre. En effet, les valeurs du centre étant de rassembler les gens, valoriser la culture et enrichir artistiquement le public. Les chanteuses Luce Dufault et Lulu Hugues présenteront le spectacle Elles, et l'illusionniste Alain Choquette, la création Entre histoires et illusions. Le pianiste Simon Boisseau, le comédien Daniel Brière, les chorégraphes Janie et Màrcio, l'humoriste Guillaume Pineault, l'actrice Dorothée Berryman et la soprano Natalie Choquette ont présenté leur art.          

Mission
Le Centre culturel de l'Université a une mission de diffusion des arts et de la culture à l'intention du milieu universitaire, mais aussi pour la population de la région de l'Estrie et de la province. Il désir par le fait même rehausser la qualité de vie dans son milieu et donner bonne figure à l'Université de Sherbrooke, tout en sensibilisant, en initiant et en intéressant la population à l'art sous toutes ses formes. Le Centre culturel a aussi une vocation de location d'espaces à des prix avantageux afin d'encourager et faciliter la tenue de regroupements communautaires.

## Distinctions
À travers les années, le Centre culturel de l'Université de Sherbrooke a remporté différents prix et distinctions, dont voici les principaux :
- 1990 : Gagnant du prix Félix Salle de spectacle de l’année remis par l'ADISQ.
- 1991 : Gagnant du prix Reconnaissance Estrie 1991, catégorie arts et culture, Chambre de commerce de Sherbrooke.
- 1991 : Gagnant du prix Félix de Diffuseur de l’année remis par l'ADISQ.
- 2000 et 2002 : Gagnant du prix Félix Salle de spectacles de l’année remis par l'ADISQ.
- 2012 : Nommé Diffuseur de l'année et gagnant du prix Partenariat de l'année attribués par RIDEAU.
- 2015 : Dans le cadre de sa série de spectacles Arrière cours, gagnant du prix RIDEAU Initiative, saluant l’originalité et la pertinence de la démarche quant au développement de la fréquentation des arts de la scène par les étudiants.
- 2015 : Mention spéciale Performance et rayonnement par la Chambre de Commerce de Sherbrooke pour sa «contribution remarquable au rayonnement de la région»[11].
- 2019 : Gagnant du prix RIDEAU - Partenariat pour le programme Passeurs culturels[12].